# Liste der Biografien/Ka
Liste der Biografien |
Portal Biografien |
Personensuche
# |
A |
B |
C |
D |
E |
F |
G |
H |
I |
J |
K |
L |
M |
N |
O |
P |
Q |
R |
S |
T |
U |
V |
W |
X |
Y |
Z |
?
 
Ka |
Kb |
Kc |
Kd |
Ke |
Kf |
Kg |
Kh |
Ki |
Kj |
Kl |
Km |
Kn |
Ko |
Kp |
Kr |
Ks |
Kt |
Ku |
Kv |
Kw |
Ky |
Kx |
Kz
 
Kaa–Kag |
Kah |
Kai |
Kaj |
Kak |
Kal |
Kam |
Kan |
Kao |
Kap |
Kar |
Kas |
Kat |
Kau |
Kav |
Kaw |
Kay |
Kaz
Die Liste der Biografien führt alle Personen auf, die in der deutschsprachigen Wikipedia einen Artikel haben. Dieses ist eine Teilliste mit 7 Einträgen von Personen, deren Namen mit den Buchstaben „Ka“ beginnt.

## Ka
- Ka, vorgeschichtlicher König Ägyptens
- Ka (1972–2024), US-amerikanischer Hip-Hop-Musiker und Produzent
- Ka, Andrea (* 1992), kambodschanische Tennisspielerin
- Kâ, Djibo Leyti (1948–2017), senegalesischer Politiker
- Ka, Peter van der (* 1688), Bildhauer und Jesuit
- Ka-nacht..., nubischer König
- Ka-Spel, Edward (* 1954), englischer Songwriter und Künstler